# Cavour (C550)
Cavour (C550) je víceúčelová letadlová loď Italského námořnictva. V současnosti je jeho vlajkovou lodí. V této funkci vystřídala letadlovou loď Guiseppe Garibaldi. Loď je projektována pro provoz vrtulníků a letadel V/STOL, obojživelné operace, velení operačních svazů či humanitární mise. S pomocí čtyř vyloďovacích člunů LCVP a vrtulníků může přepravovat vojenský či civilní výsadek včetně tanků.

## Stavba

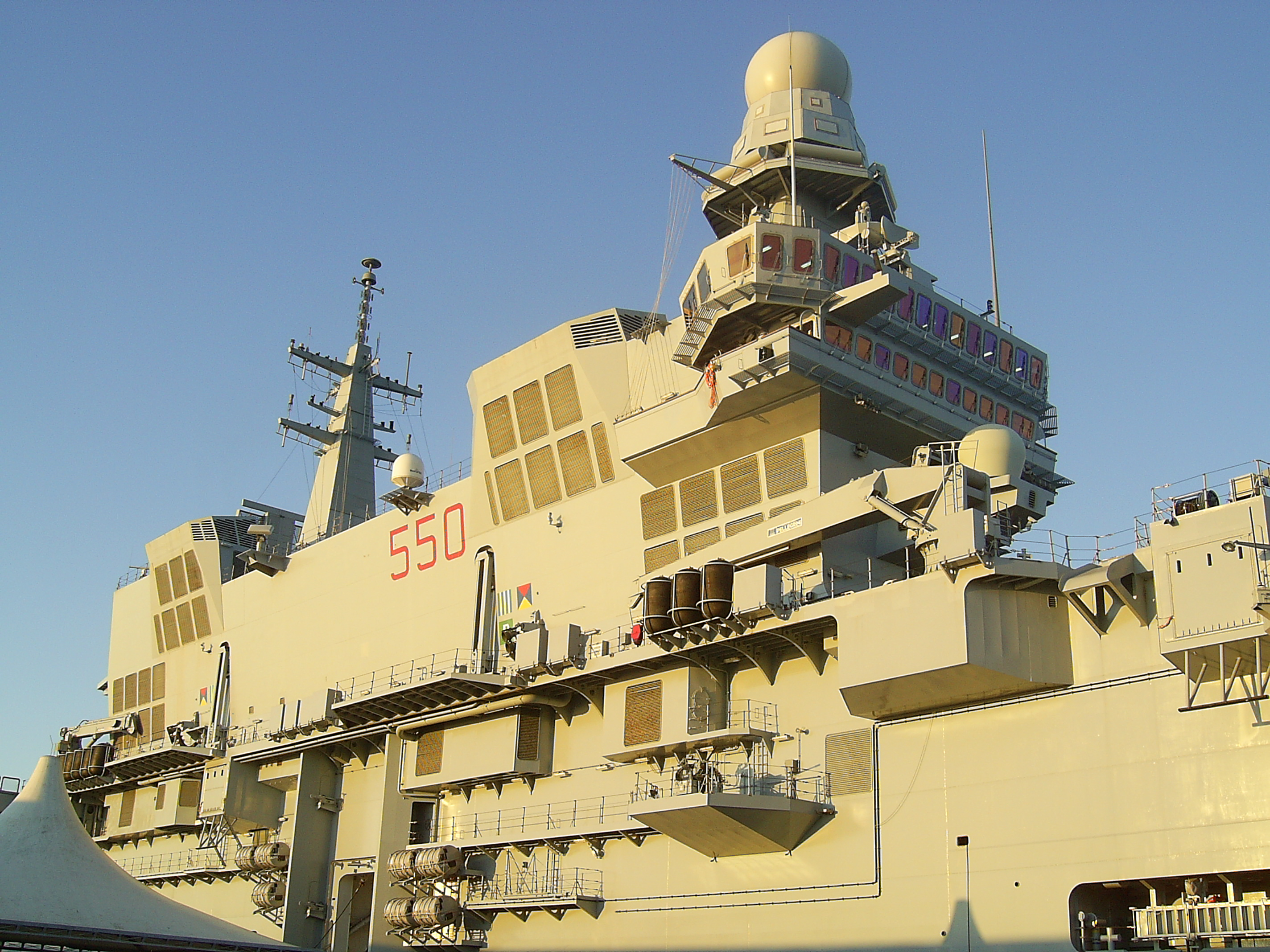
Detail nástavby Cavour (C550)

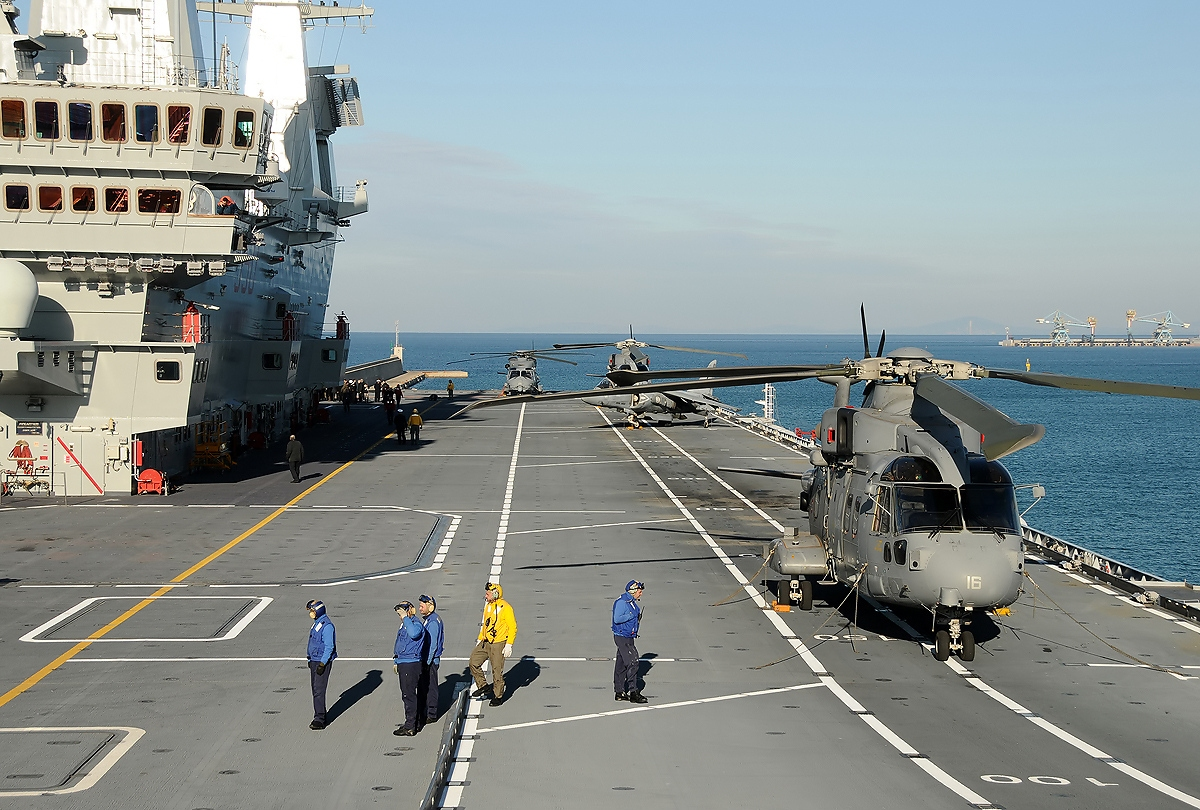
Letová paluba s vrtulníkem EH-101 v popředí

Loď byla stavěna ve dvou kusech. Jednu část přitom postavila loděnice Fincantieri ve městě Sestri Levante a druhou loděnice v Janově. Obě sekce byly později spojeny v plovoucím suchém doku v La Spezii. Kýl byl založen v roce 2001, loď byla 20. června 2004 spuštěna na vodu. Námořnictvu byla předána 27. března 2008. Plně operační je od 10. června 2009.
Loď je pojmenována po italském politiku hraběti Camillu Bensovi di Cavour. Původně se však uvažovalo o jménu Andrea Doria, po stejnojmenném admirálu námořnictva Janovské republiky.

## Konstrukce

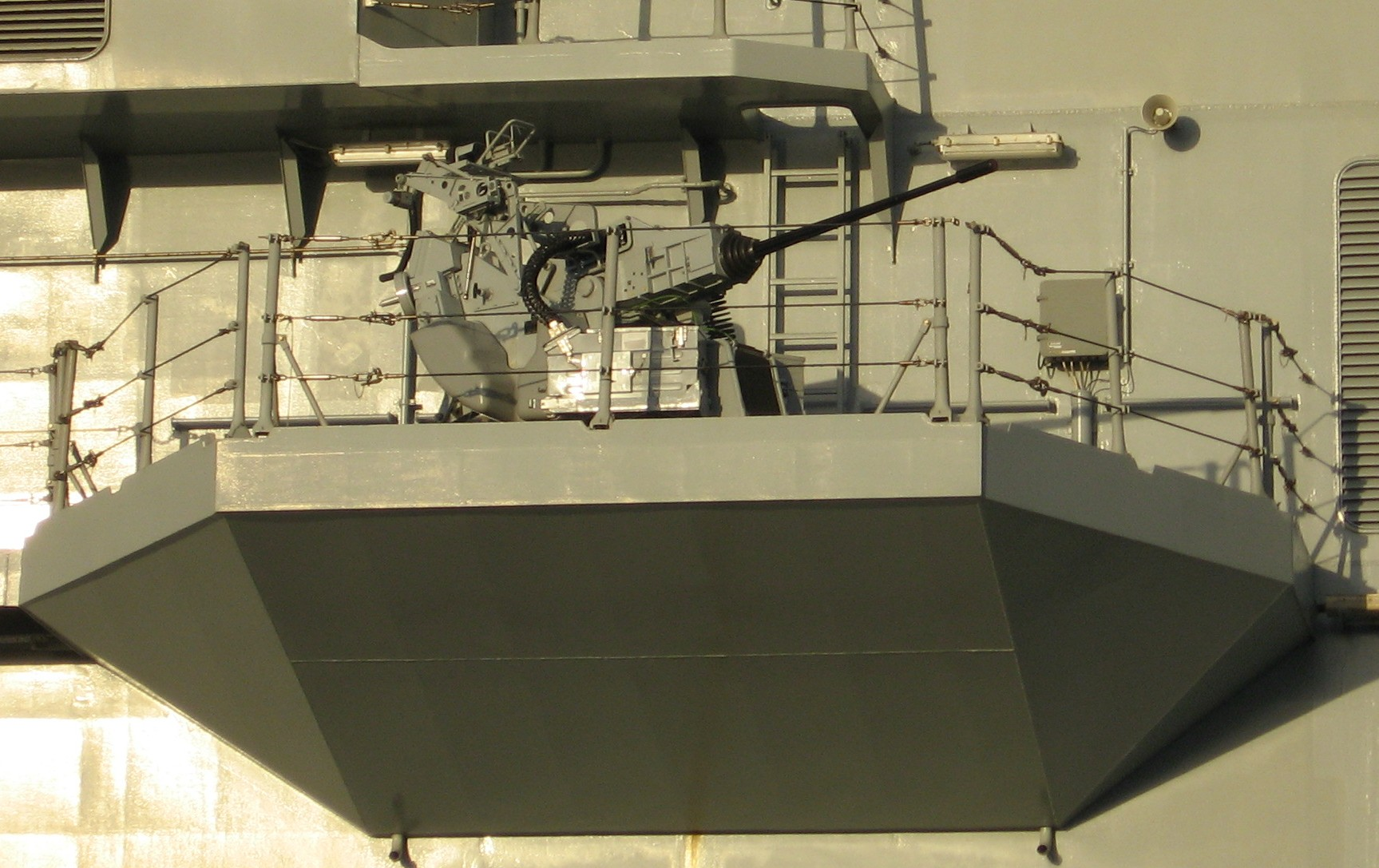
25mm kanón Oerlikon KBA

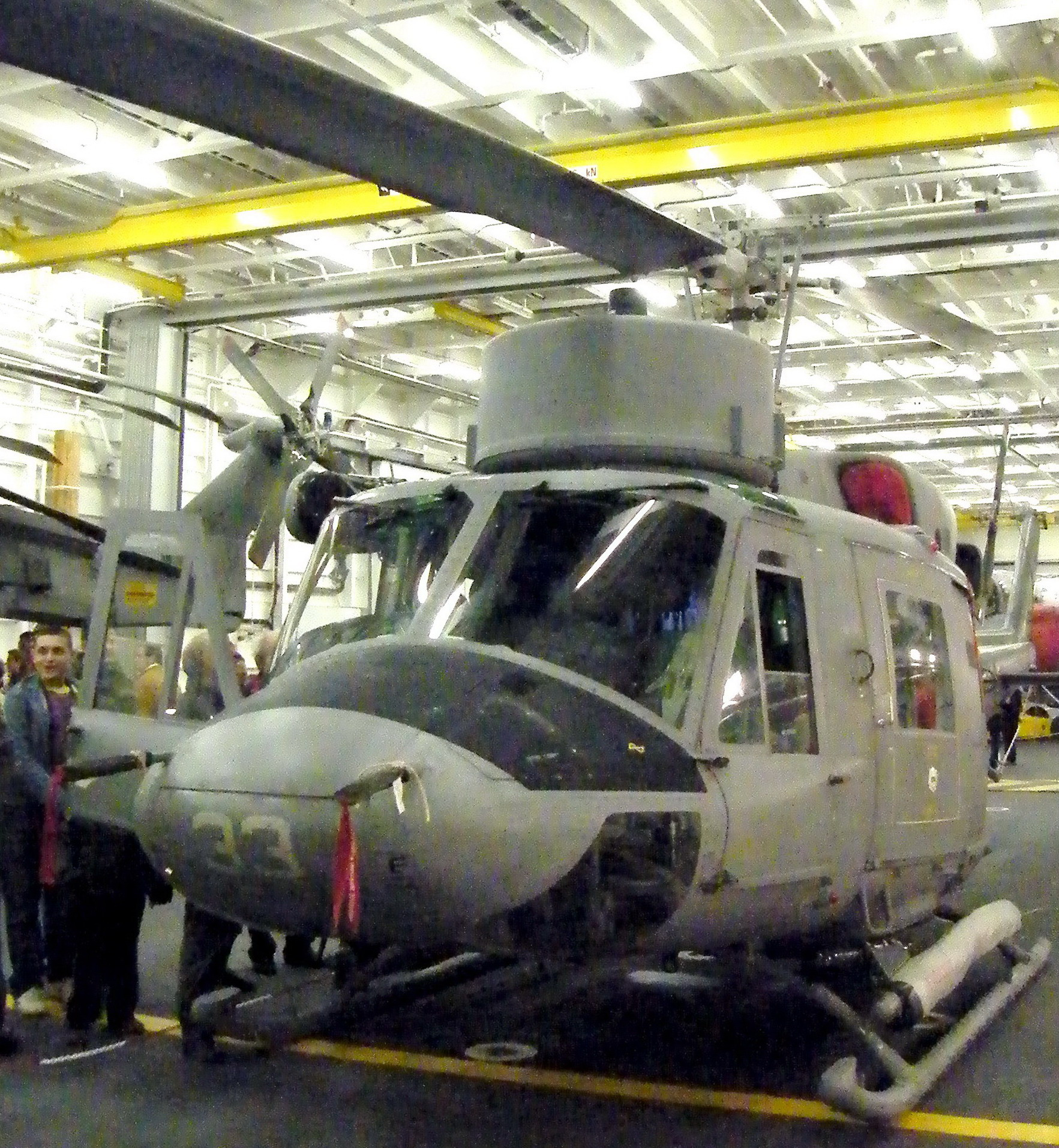
Vrtulník AB-212 uvnitř hangáru

Loď má průběžnou letovou palubu a velitelský můstek na pravoboku. Na přídi má skokanský můstek, usnadňující start plně naložených letounů. Na palubě je šest přistávacích bodů pro transportní vrtulníky a jeden pro pohotovostní záchranný vrtulník. 
Palubní hangár má délku 134,2 m, šířku 31 m a plochu 2 500 m². Do hangáru se vejde osm letounů či dvanáct vrtulníků. Dalších osm letadel může parkovat na letové palubě. V případě potřeby může hangár sloužit pro uskladnění až dvaceti čtyř tanků Ariete či 100 lehkých vozidel. Do hangáru je přístup pomocí bočních nájezdových ramp s nosností 70 tun, zatímco s letovou palubou ho spojují dva výtahy s nosností 30 t pro letouny a dva výtahy s nosností 15 tun pro munici. 
Letecké křídlo nemá pevné složení, ale mění se podle konkrétního úkolu. Obvykle nese deset útočných letounů AV-8B Harrier II (v budoucnu též typu F-35B) či dvanáct vrtulníků typu EH-101, NH-90 či SH-3D/H. Možné jsou též různé kombinace letounů a vrtulníků. V případě, že je Cavour nasazen v roli vrtulníkové výsadkové lodi, nese dvanáct transportních vrtulníků EH-101 s výsadkem až 450 mariňáků.
K obraně proti vzdušným cílům a protilodním střelám jsou na palubě čtyři osminásobná vertikální vypouštěcí sila A43 Sylver pro protiletadlové řízené střely Aster 15. Hlavňovou výzbroj tvoří dva 76mm kanóny OTO Melara Super Rapid a tři 25mm automatické kanóny Oerlikon KBA.
Pohonný systém je koncepce COGAG. Tvoří ho čtyři plynové turbíny General Electric/FIAT LM2500. Nejvyšší rychlost je 29 uzlů. Dosah je 7 000 námořních mil při rychlosti 16 uzlů.

### Modifikace
V červenci 2019 byla loděnicí Arsenale Militare Marittimo v Tarentu zahájena generálka plavidla po deseti letech služby, spojená s jeho úpravou pro provoz kolmostartujících letounů F-35B Lightning II. Šestnáct měsíců trvající práce byly dokončeny v květnu 2020. Itálie objednala 15 letounů F-35B. První přistání letounu F-35B na plavidle proběhlo 1. března 2021. Plavidlo následně získalo kvalifikaci pro provoz F-35B.

## Služba
V dubnu 2024 na plavidle úspěšně proběhla první zkouška přistání konvertoplánu Leonardo AW609.